# Comuni a facilitazione linguistica
I comuni belgi a facilitazione linguistica (olandese: faciliteitengemeenten, francese: communes à facilités, tedesco: Fazilitäten-Gemeinden) vennero stabiliti con le leggi dell'8 ottobre 1962 e del 2 agosto 1963. Questi comuni sono caratterizzati dal monolinguismo dei servizi interni (ovvero gli impiegati tra loro e nei rapporti istituzionali devono esprimersi solamente nella lingua parlata nella regione) ed un bilinguismo verso i cittadini (ovvero l'amministrazione deve esprimersi in una delle due lingue riconosciute nel comune stesso).
In questi comuni i cittadini possono inoltre richiedere di ottenere i documenti amministrativi nella propria lingua, previo il rispetto di normative di legge ben precise.

## Storia
Dal 1921 il Belgio è ufficialmente diviso in due entità monolinguistiche separate: una regione di lingua francese ed una regione di lingua fiamminga (variante dell'olandese). In seguito, un'ulteriore legge del 1932 sull'uso delle lingue nell'insegnamento e nell'amministrazione rinforza le frontiere linguistiche tra le due regioni, nelle quali le rispettive amministrazioni comunali hanno l'obbligo legale di esprimersi, redigere e statuire nella sola lingua della regione ove il comune è sito, comunque lasciando la possibilità di cambiare lo status, tramite un referendum locale, nel caso in cui la popolazione di una delle rispettive lingue superasse la soglia del 20% di presenza nel comune stesso.
Negli anni a venire, soprattutto nel dopoguerra, la città di Bruxelles (a quel tempo non ancora considerata come regione a sé stante), situata nel territorio fiammingo, subisce un afflusso di abitanti francofoni che cambia totalmente le proporzioni fra popolazione di lingua fiamminga e popolazione di lingua francese, con la seconda che diventa predominante. Quest'afflusso di popolazione di lingua francese si espande verso i comuni della periferia di Bruxelles, come ad esempio Kraainem, Wezembeek-Oppem, Sint-Genesius-Rode, dove la lingua francese diventa predominante.
I partiti politici fiamminghi, al fine di porre un limite a questa situazione (francesizzazione a macchia d'olio del territorio fiammingo, "olievlek"), promuovono e contribuiscono a varare due leggi, nel 1962 e nel 1963, che fissano definitivamente i confini linguistici, istituendo una lista di comuni ove, se richiesto dal cittadino, l'amministrazione comunale ha l'obbligo di comunicare nella lingua non appartenente alla regione stessa.
Le due leggi sopra menzionate negli anni a venire vengono interpretate in maniera diversa dai due gruppi linguistici e tuttora il dibattito è in corso per definire se le due leggi erano transitorie (posizione fiamminga) o definitive (posizione francofona).

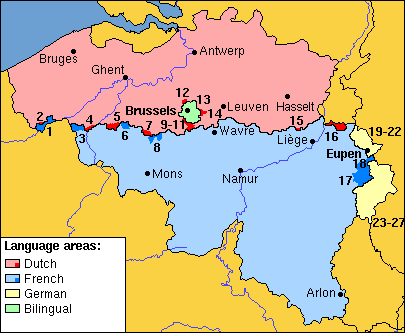
Comuni a facilitazione linguistica del Belgio. Tutti i comuni della Comunità germanofona del Belgio in Vallonia hanno facilitazioni per il francese

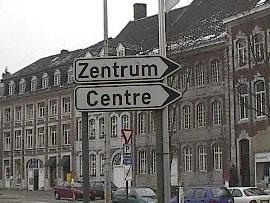
Cartelli bilingui tedesco-francesi a Eupen

## Elenco dei Comuni

### Comuni presenti nella periferia di Bruxelles
(prima lingua: olandese, seconda lingua: francese)
- Kraainem
- Drogenbos
- Linkebeek
- Sint-Genesius-Rode
- Wemmel
- Wezembeek-Oppem

### Comuni della Frontiera Linguistica Francofona/Fiamminga
(prima lingua: francese, seconda lingua: olandese)
- Comines-Warneton
- Enghien
- Flobecq
- Mouscron

### Comuni della Frontiera Linguistica Fiammingo-Francofona
(prima lingua: olandese, seconda lingua: francese)
- Bever
- Spiere-Helkijn
- Voeren
- Herstappe
- Mesen
- Ronse

### Comuni della Frontiera Linguistica Germanofona/Francofona
(prima lingua: tedesco, seconda lingua: francese)
- Amel
- Büllingen
- Burg-Reuland
- Bütgenbach
- Eupen
- Kelmis
- Lontzen
- Raeren
- Sankt Vith

### Comuni di Malmedy
(prima lingua: francese, seconda lingua: tedesco)
- Waimes
- Malmedy

### Comuni francofoni con solo insegnamento in francese o fiammingo o tedesco
- Baelen
- Plombières
- Welkenraedt